# Dendrophyllia radians
Dendrophyllia radians är en korallart som först beskrevs av Wright 1882.  Dendrophyllia radians ingår i släktet Dendrophyllia och familjen Dendrophylliidae. Inga underarter finns listade i Catalogue of Life.